# 阿索雷拉
阿索雷拉是葡萄牙布拉干萨区的一个堂区。总面积23.97平方公里，总人口526人，人口密度21.9人/平方公里。